# Max Larsson
Max Karl Peter Larsson, född 7 juli 2003, är en svensk fotbollsspelare som spelar för Västerås SK. Hans far Peter Larsson var också en fotbollsspelare.

## Karriär
Larsson spelade som ung för Västerås IK men gick 2017 till Västerås SK:s akademi. I juli 2021 flyttades han upp i A-laget. I september 2021 lånades Larsson ut till division 2-klubben IFK Eskilstuna.
Larsson fick sitt genombrott för Västerås SK i Superettan 2022 då han gjorde 17 starter och 10 inhopp samt två mål. I februari 2023 förlängde Larsson sitt kontrakt i klubben fram över säsongen 2024. I januari 2024 förlängde han sitt kontrakt fram över säsongen 2026.